# 마사야주

마사야 주의 위치

마사야주(스페인어: Departamento de Masaya)는 니카라과 서부에 위치한 주로 주도는 마사야이며 면적은 590km2, 인구는 317,500명(2005년 기준)이다. 9개 지방 자치체를 관할한다.

주기
주 문장